# سیارک ۱۸۶۶۳
سیارک ۱۸۶۶۳ (به انگلیسی: 18663 Lynnta، نامگذاری:1998FW42) هجده هزار و ششصد و شصت و سومین سیارک کشف شده‌است که در ۲۰ مارس ۱۹۹۸ کشف شد.
قدر مطلق سیارک برابر ۱۳.۵ است.